# 业处
業處（《解脫道論》翻為行處），佛教術語，本指工作處、職業；“業”（kamma）指：造作、行為、工作，“處”（ṭhāna）指：位置，環境，因素，站立在，停留，“業處”即造作、行為、工作之處所、因素；在南傳佛教巴利註釋書和清淨道論中，特別用來指禪修時心所關注的處所。巴利語系佛教論典《清淨道論》於止業處舉出四十種，稱爲四十業處。

## 分類
《清淨道論》將業處分為止业处与观业处两大类。修止的方法是集中專注在同一對象上，讓心趨向於安樂、一境 。修觀的方法是觀察、分析、抉擇對象。 

### 止業處
四十種止業處，是修止時取禪相作為心的著落處，在四十種止業處中選擇適應自己性質的業處作為經常修習的應用業處。
十遍
地、水、火、風、青、黄、赤、白、光明、限定虚空
十不凈（墓園九相、不淨觀、白骨觀）
膨張、青瘀、膿爛、断壞、食残、散乱、斬斫離散、血塗、蟲聚、骸骨
十随念
佛、法、僧、戒、施、天、死、身至、安般、寂止
四無量心（四梵住）
慈、悲、喜、捨
四無色界
空無邊處、識無邊處、無所有處、非想非非想處
食厭想
四界分別（四界差別）
地・水・火・風

### 觀業處
修智慧就是修毗婆舍那觀。觀的業處是如實存在的蘊、處、界等（真實作意），不同於修止的假想對象（勝解作意）。觀是通過無常、苦、無我等行相來觀照名色法、諸行法。可以說觀的業處，即是──名法和色法。修習觀之前，要先熟知慧地諸法：五蘊、十二處、十八界、二十二根、四諦、十二緣起，以觀察名色。

## 安那般那念業處
安那般那念（入出息念）是十隨念之一，指通過細緻地關注呼吸的一入一出，澄清蕪雜的妄想，顯現內在光明，培養定力的一種修行法門。安那般那念（入出息念）业处是非常重要的修行法門，也是根機普適的禪修入門法，以此為例解釋何謂“禪修時心的著落處”。
1. 呼吸本身就是造作，是一種业处，故說专注呼吸，细致地观察一入一出，也就是專注业处。
2. 专注点再具体一点，是指鼻头一带区域，将心落在自己的鼻头处，不落在任何外境，也不随便移动到其他部位，这样可以一直保持专注，止住妄想。[3]

## 註释
1. ↑  《解脫道論·分別行處品》：「云何三十八行處？答：謂十一切入：地、水、火、風、青、黃、赤、白、空處、識處一切入。又十不淨想：膖脹想、青淤想、爛想、棄擲想、鳥獸食噉想、身肉分張想、斬斫離散想、赤血塗染想、虫臭想、骨想。又十念：念佛、念法、念僧、念戒、念施、念天、念死、念身、念數息、念寂寂。又四無量心：慈、悲、喜、捨。觀四大、食不淨想、無所有處、非非想處。斯謂三十八行處」。

在《解脫道論·分別戒品》亦有「行處」一詞，但其對應的巴利語是gocara，而非kammaṭṭhāna
2. ↑  《中部·婆羅門品·蘇玻經》：「學生婆羅門！猶如大工作、大義務、大作務、大勞力的農耕工作處（kasiyeva-kammaṭṭhāna），當失敗時有少果。同樣的，學生婆羅門！大工作、大義務、大作務、大勞力的居家工作處（gharāvāsa-kammaṭṭhāna），當失敗時有少果。學生婆羅門！猶如大工作、大義務、大作務、大勞力的農耕工作處，當成功時有大果。同樣的，學生婆羅門！大工作、大義務、大作務、大勞力的居家工作處，當成功時有大果。學生婆羅門！猶如少活動、少義務、少作務、少勞力的買賣工作處（vaṇijjā-kammaṭṭhāna），當失敗時有少果。同樣的，學生婆羅門！少活動、少義務、少作務、少勞力的出家工作處（pabbajjā-kammaṭṭhāna），當失敗時有少果。學生婆羅門！猶如少活動、少義務、少作務、少勞力的買賣工作處，當成功時有大果。同樣的，學生婆羅門！少活動、少義務、少作務、少勞力的出家工作處，當成功時有大果。」
《中阿含·梵志品·鸚鵡經》：「摩納！若在家者有大災患，有大鬥諍，有大怨憎，行正行者，得大果報，有大功德，猶如田作有大災患，有大鬥諍，有大怨憎，行正行者，得大果報，有大功德。如是，摩納！若在家者亦復如是。摩納！出家學道少有災患，少有鬥諍，少有怨憎，行正行者，得大果報，有大功德，猶如治生少有災患，少有鬥諍，少有怨憎，行正行者，得大果報，有大功德。如是，摩納！出家學道亦復如是。」

《雜阿含91經》：「善男子種種工巧業處（kammaṭṭhānena）以自營生，謂：種田、商賈，或以王事，或以書䟽、算畫，於彼彼工巧業處精勤修行，是名方便具足。」
3. 1 2  .   [2019-01-14]. （原始内容存档于2019-01-14）.
4. 1 2 3  覺音尊者《清净道论·第三·说取业处品》
5. ↑  釋道一.  (PDF).   [2024-04-14]. （原始内容存档 (PDF)于2023-06-07）.